# Милан Дяков
Милан Сотиров Дяков е български революционер, деец на Вътрешната македонска революционна организация.

## Биография
Роден е през 1893 година в пиринското село Сенокос в семейството на Сотир Дяков. По време на Балканската война влиза в сенокоската чета и се сражава, а после се записва в Македоно-одринското опълчение. Ранен е в Битката при Кукуш-Лахна. Участва в Първата световна война в Четвърти артилерийски полк. Получава три ордена „За храброст“. В периода от 1920 до 1934 година, когато ВМРО е разпусната, е войвода на чета. Умира през 1960 година.